# 萨普瓦 (汝拉省)
萨普瓦（法語：Sapois，法語發音：[sapwa] ⓘ）是法国汝拉省的一个市镇，位于该省东北部，属于隆斯勒索涅区。

## 地理
萨普瓦（46°45'1"N, 5°56'35"E）面积3.56 平方千米，位于法国勃艮第-弗朗什-孔泰大區汝拉省，该省份为法国东部内陆省份，北起上索恩省，西北接科多尔省，西临索恩-卢瓦尔省，南至安省，东与杜省和瑞士接壤。
与萨普瓦接壤的市镇（或旧市镇、城区）包括：埃克维永、锡罗堡、尚帕尼奧勒、朗村、穆尔南-沙尔博尼。
萨普瓦的时区为UTC+01:00、UTC+02:00（夏令时）。

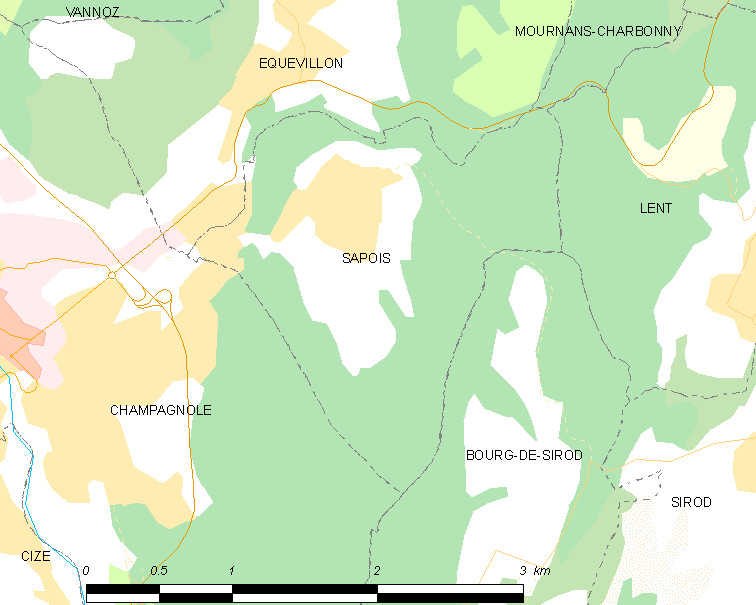
萨普瓦的OSM定位图

## 行政
萨普瓦的邮政编码为39300，INSEE市镇编码为39503。

## 政治
萨普瓦所属的省级选区为尚帕尼奥勒县。

## 交通
汝拉省省道D84线经过其境内。

## 人口

1962-2008年间萨普瓦人口变化图示

萨普瓦于2022年1月1日时的人口数量为400人。